# Gerstmannite
La gerstmannite è un minerale.